# Мызино
Мызино — деревня в составе Лавровского сельского поселения Судогодского района Владимирской области.

## География
Деревня расположена в 10 км на северо-восток от центра поселения деревни Лаврово и в 14 км на северо-восток от райцентра города Судогда. Рядом с деревней находится коттеджный посёлок «Судогодская Ривьера».

## История
Во второй половине XVII — первой половине XVIII веков деревня входила в Лиственский стан Владимирского уезда Замосковного края Московского царства.
В XIX — первой четверти XX века деревня входила в состав Даниловской волости Судогодского уезда, с 1926 года — в составе Судогодской волости Владимирского уезда. В 1859 году в деревне числилось 65 дворов, в 1905 году — 113 дворов, в 1926 году — 137 хозяйств.
С 1929 года деревня являлась центром Мызинского сельсовета Судогодского района, с 1940 года — в составе Дорофеевского сельсовета, с 1954 года — в составе Даниловского сельсовета, с 1959 года — в составе Чамеревского сельсовета, с 2005 года — в составе Лавровского сельского поселения.

## Население
| 1859 | 1905 | 1926 |
| ---- | ---- | ---- |
| 437  | 655  | 641  |

| 1859 | 1905 | 1926 | 2002 | 2010 | 2021 |
| ---- | ---- | ---- | ---- | ---- | ---- |
| 437  | ↗655 | ↘641 | ↘35  | ↘29  | ↘25  |

## Известные уроженцы и жители
- Василий Григорьевич Кабанов (1908—1945) — советский офицер-танкист, участник хасанских боёв, боёв на Халхин-Голе и Великой Отечественной войны. Герой Советского Союза (1945)[10].